# The Seven Dials Mystery
The Seven Dials Mystery (O mistério dos sete relógios, no Brasil e em Portugal) é um romance policial de Agatha Christie, publicado em 1929. Conta com a participação do Superintendente Battle, um dos detetives recorrentes secundários da autora.
Neste romance, Christie também traz de volta à cena personagens de um outro romance, The Secret of Chimneys, como a senhorita Eileen "Bundle" Brent, Lord Caterham, Bill Eversleigh, George Lomax e Tredwell.

## Enredo
A Mansão Chimneys foi alugada por um casal rico, Sir Oswald e Lady Coote, enquanto os verdadeiros donos estão no exterior. Um grupo de jovens(Bill, Jimmy, Nancy, Helen, Soquete e Ronny) que está hospedado lá resolve pregar uma peça em Gerry, um amigo deles que nunca acorda cedo. Compram oito despertadores e os deixam enfileirados sob a cama do rapaz, marcados para tocar todos ao mesmo tempo. Inesperadamente, a brincadeira não produz resultados, pois Gerry morreu, misteriosamente, durante a madrugada. Sete dos relógios são encontrados enfileirados sobre a lareira na manhã seguinte.
Quando Eileen(Bundle), a herdeira e futura proprietária de Chimneys volta de viagem, intrigada pelo mistério, resolve fazer suas próprias investigações acerca do caso. Para tal, conta com a ajuda de seu velho amigo Bill; de Jimmy; da irmã do falecido, Loraine; e do Superintendente Battle, da Scotland Yard. 